# Ręczno
Ręczno is een dorp in de Poolse woiwodschap Łódź. De plaats maakt deel uit van de gemeente Ręczno en telt 690 inwoners.